# Terence James Cooke
Pour les articles homonymes, voir Cooke.
Terence James Cooke, né le 1er mars 1921 à  New York (États-Unis) et mort le 6 octobre 1983, est un cardinal américain, archevêque de New York de 1968 à sa mort.

## Biographie

### Prêtre
Terence James Cooke est ordonné prêtre le 1er décembre 1945 pour l'archidiocèse de New York par Mgr Francis Spellman. 

### Évêque
Nommé évêque titulaire (ou in partibus) de Summa (de) et évêque auxiliaire de New York le 15 septembre 1965, il est consacré le 13 décembre suivant, toujours par le cardinal Francis Spellman.
Le 2 mars 1968, il devient archevêque de New York, cumulant cette fonction dès le 4 avril suivant avec celle d'évêque aux armées américaines.

### Cardinal
Il est créé cardinal par Paul VI lors du consistoire du 28 avril 1969 avec le titre de cardinal-prêtre de Ss. Giovanni e Paolo.

## Succession apostolique
Terence James Cooke a ordonné les évêques suivants :
- Évêque Martin Joseph Neylon (en), S.I. (1970)
- Évêque Patrick Ahern (en) (1970)
- Évêque Edward D. Head (en) (1970)
- Évêque James Patrick Mahoney (1972)
- Évêque Anthony Francis Mestice (en) (1973)
- Évêque James Jerome Killeen (en) (1975)
- Évêque Howard James Hubbard (1977)
- Évêque Francisco Garmendia (en) (1977)
- Cardinal Theodore Edgar McCarrick (1977)
- Évêque Austin Bernard Vaughan (en) (1977)
- Évêque Emerson John Moore (en) (1982)
- Évêque Joseph Thomas O'Keefe (en) (1982)
- Archevêque Joseph Thomas Dimino (en) (1983)
- Évêque Lawrence Joyce Kenney (en) (1983)
- Évêque Francis Xavier Roque (en) (1983)